# Bagrat VII av Kartli
Bagrat VII av Kartli, död 1619, var en georgisk monark. Han var kung i kungariket Kartli mellan 1615 och 1619.